# Cornelis Anne den Tex
Cornelis Anne den Tex (Tilburg, 30 augustus 1795 – Amsterdam, 9 april 1854) was een Nederlands advocaat, hoogleraar en politicus.

## Levensloop
Cornelis Anne den Tex werd geboren als een zoon van Cornelis den Tex en Jacoba Arnolda Tusselman. Na de Latijnse school te Utrecht studeerde hij letteren en Romeins en hedendaags recht aan de Hogeschool Utrecht. Hij begon zijn carrière als advocaat te Amsterdam. Daarna was hij hoogleraar staats-, volken- en natuurrecht, politieke geschiedenis en encyclopedie van de rechtswetenschap aan het Atheneum Illustre te Amsterdam. Van 24 februari 1842 tot 7 oktober 1848 was Den Tex lid van de Tweede Kamer der Staten-Generaal. Van 9 september 1848 tot 9 april 1854 functioneerde hij als lid van de Provinciale Staten van Noord-Holland.

## Persoonlijk
Cornelis huwde twee keer. Eerst trouwde hij met Petronella Clasina Bondt. De tweede keer trouwde hij met Anna Catharina Angela Weerts. Een zoon van hem was Cornelis den Tex. Den Tex was een zwager van Floris Adriaan van Hall (politicus), schoonvader van Jolle Albertus Jolles, zowel schoonzoon van Jan Bondt als van Johan Weerts en grootvader van Cornelis Jacob den Tex.

## Ridderorde
- Ridder in de Orde van de Nederlandse Leeuw, 28 november 1840

- Biografisch Portaal: 01444059
- Digitale Bibliotheek voor de Nederlandse Letteren: tex_004
- Gemeinsame Normdatei: 100625797
- International Standard Name Identifier: 0000 0000 8395 8230
- Library of Congress Control Number: n88216151
- Nederlandse Thesaurus van Auteursnamen: 070032424
- Parlement.com: vg09llr15zy1
- Virtual International Authority File: 76665414
- WorldCat: E39PBJrwXpcxtMcHMdfQwmth73